# Olifant (char)
Pour l'instrument de musique, voir Olifant.
Le char d'assaut sud-africain Olifant (éléphant en afrikaans) est une version améliorée du char britannique Centurion dont le développement a commencé en 1976.

## Développement et évolutions

### Développement de l’Olifant Mk 1
L’armée sud-africaine (SADF) dispose dès sa fondation en 1958 d’unités de char de combat équipés de Centurion Mk 3 et Mk 5 britanniques achetés en 1953. Toutefois, à partir des années 1960, la doctrine sud-africaine se réoriente vers des véhicules combinant rapidité et puissance de feu, ce qui exclut les blindés lourds chenillés au profit de véhicules légèrement blindés à roues, comme l’Eland, puis ultérieurement le Ratel. N’ayant guère d’usage pour ses Centurion et besoin d’argent pour acheter des avions de chasse, l’Afrique du Sud revend à la Suisse environ la moitié de la flotte en 1965,.
La guerre de la frontière sud-africaine démontre l’efficacité de la doctrine adoptée par les Sud-africains jusqu’à ce que le conflit évolue à partir du milieu des années 1970. Alors qu’il s’agissait jusque-là essentiellement d’une guerre de contre insurrection et de raids contre des guérillas, les Sud-africains sont de plus en plus souvent confrontés à partir de cette date à des troupes régulières angolaises et cubaines bien armées, appuyés par des chars T-34/85 puis des T-54 et T-55.
Conscients de leur faiblesse en cas d’utilisation plus massives des chars par leurs opposants, les Sud-africains lancent en 1976 un programme de modernisation de ses Centurion Mark 5. Les deux premiers projets, baptisés Skokiaan et Semel, sont prévus pour être une solution intermédiaire et n’aboutissent qu’à un petit nombre d’exemplaires améliorés. Le principal projet de modernisation est appelé Olifant, du nom de l’entreprise Olifant Manufacturing Company qui en a la charge, en coopération avec les ateliers de la base 61 de la SADF. L’Olifant Mark 1A dispose ainsi notamment d’un nouveau moteur obtenu, d’un nouveau canon copié sur le L7 britannique et de nouveaux systèmes électroniques. L’ensemble du programme est largement soutenu par les Israéliens, qui fournissent les pièces que l’Afrique du Sud ne peut importer du fait de l’embargo et partagent leur expérience liée au développement du Sho’t, également issu du Centurion.

### Évolution vers l’Olifant Mk 2
L’Olifant commençant à être dépassé au début des années 1990, notamment en ce qui concerne le blindage, les Sud-africains étudient son remplacement. Toutefois, la guerre de la frontière sud-africaine et l’apartheid étant terminés, les conditions sont très différentes de celles ayant présidés à la réalisation de l’Olifant : d’un côté les Sud-africains ne sont plus soumis à l’embargo et ne sont plus obligés de concevoir et produire eux-mêmes l’intégralité de leur matériel, ouvrant de nouvelles perspectives ; de l’autre côté l’Afrique du Sud n’est plus confrontée à une guerre conventionnelle et a d’autres priorités que l’investissement dans un char de combat. La perspective de développer un nouveau char est ainsi abandonné en 1998 au profit d’une simple mise à jour des véhicules existants.

## Histoire opérationnelle
Les Olifant sont utilisés pour la première fois au combat pendant l’opération Moduler en octobre 1987 au sein de l’escadron E de l’école des blindés renforçant le 61e bataillon mécanisé. Ce déploiement serait lié à une intervention du premier ministre Pieter Willem Botha, qui aurait exprimé son mécontentement de voir inutilisés les chars qui avaient coûtés si cher à moderniser. Il s’agit à cette époque du seul escadron opérationnel, l’escadron F n’étant pas encore totalement entraîné. Chaque escadron comprend trois troupes de trois chars, plus une troupe de commandement avec deux chars et deux chars de réserve, soit treize chars en tout.
Placés à la pointe de l'attaque, les Olifant n’ont pas de difficulté à détruire les T-55, alors même que ceux-ci sont enterrés dans des positions défensives. La plupart des engagements se font en effet à courte portée et les obus flèches n’ont pas de difficulté à traverser le talus, puis le blindage frontal du char se trouvant derrière. Les tankistes sud-africains ont en revanche des difficultés à repérer leurs adversaires et à déterminer s’ils ont effectivement touché la cible du fait de l’épaisseur de la végétation. pour cette raison les obus à charge creuse, dont l’effet est immédiatement visible, sont souvent utilisés en premier, bien qu’ils ne puissent traverser les talus et qu’ils peuvent exploser prématurément au contact de la végétation.
Un deuxième escadron est déployé par la suite, doublant la force disponible à vingt-six Olifant. Faute de personnel dans l’armée d’active, les équipages sont toutefois des réservistes des régiments Pretoria et Molopo de la Citizen Force. Trois Olifants sont perdus au cours du conflit, tous lors de l’opération Packer à la fin de la guerre. Deux sont immobilisés par des mines et, ne pouvant être récupérés en raison des combats, sont détruits ultérieurement par la SADF. Le troisième perd une chenille après s’être embourbé et doit être abandonné par son équipage. Capturé presque intact par l’armée angolaise, il est transporté à l’aéroport de Menongue, où il est démonté. Certains éléments, dont la tourelle, sont envoyés par la suite en Union soviétique.

## Caractéristiques

### Propulsion
L’Olifant est propulsé par un moteur Diesel Continental de 750 hp. Le moteur est ses accessoires sont conçus comme un ensemble monté sur rails, ce qui permet de le retirer facilement et simplifie considérablement les opérations de maintenance.

### Protection
La principale faiblesse de l’Olifant est son blindage. Celui-ci est de 76 mm incliné à 60° sur le glacis et de 152 mm au niveau de mantelet. S’il protège le véhicule contre les canons à tir rapide menaçant le Ratel, comme le ZU-23-2, il ne garanti pas l’absence de pénétration des projectiles du canon D-10 des T-55, tandis qu’il n’offre guère de protection contre ceux du canon de 115 mm du T-62 ni contre les têtes à charge creuse du RPG-7 et des missiles antichars.

### Armement
L’Olifant est équipé d’un canon GT-3B, une quasi-copie du L7 britannique, conçu et produit par Lyttleton Engineering Works avec l’aide des Israéliens. L’arme peut utiliser trois types de projectiles, qui tous peuvent pénétrer sans difficulté le blindage des T-54 et T-55 rencontrés en Angola : l’obus perforant à sabot détachable L52, l’obus à charge creuse M456 et l’obus flèche M111. La conduite de tir comprend un viseur Eloptro fournissant un agrandissement de 8× et un télémètre laser. Un ordinateur traite les informations fournies par le télémètre et les autres données balistiques et ajuste automatiquement la hausse en temps réel, ce qui permet une très bonne précision. Il est ainsi possible de toucher une cible au premier tir à plus de 2 000 m et de grouper plusieurs tirs  cette même distance dans un carré de 50 cm de côté.

Galerie
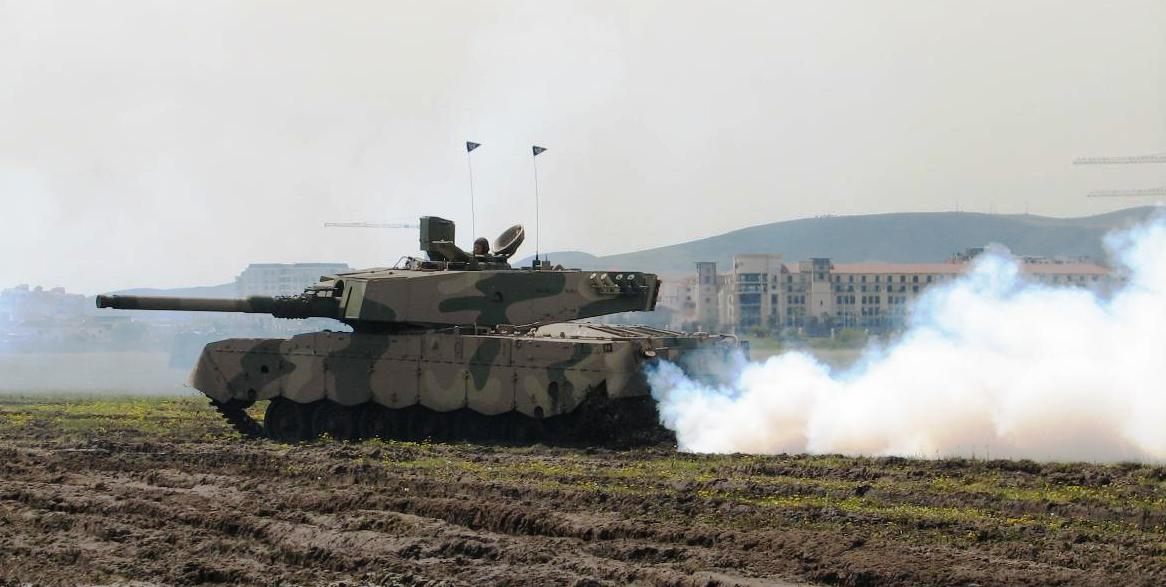
Olifant Mk2
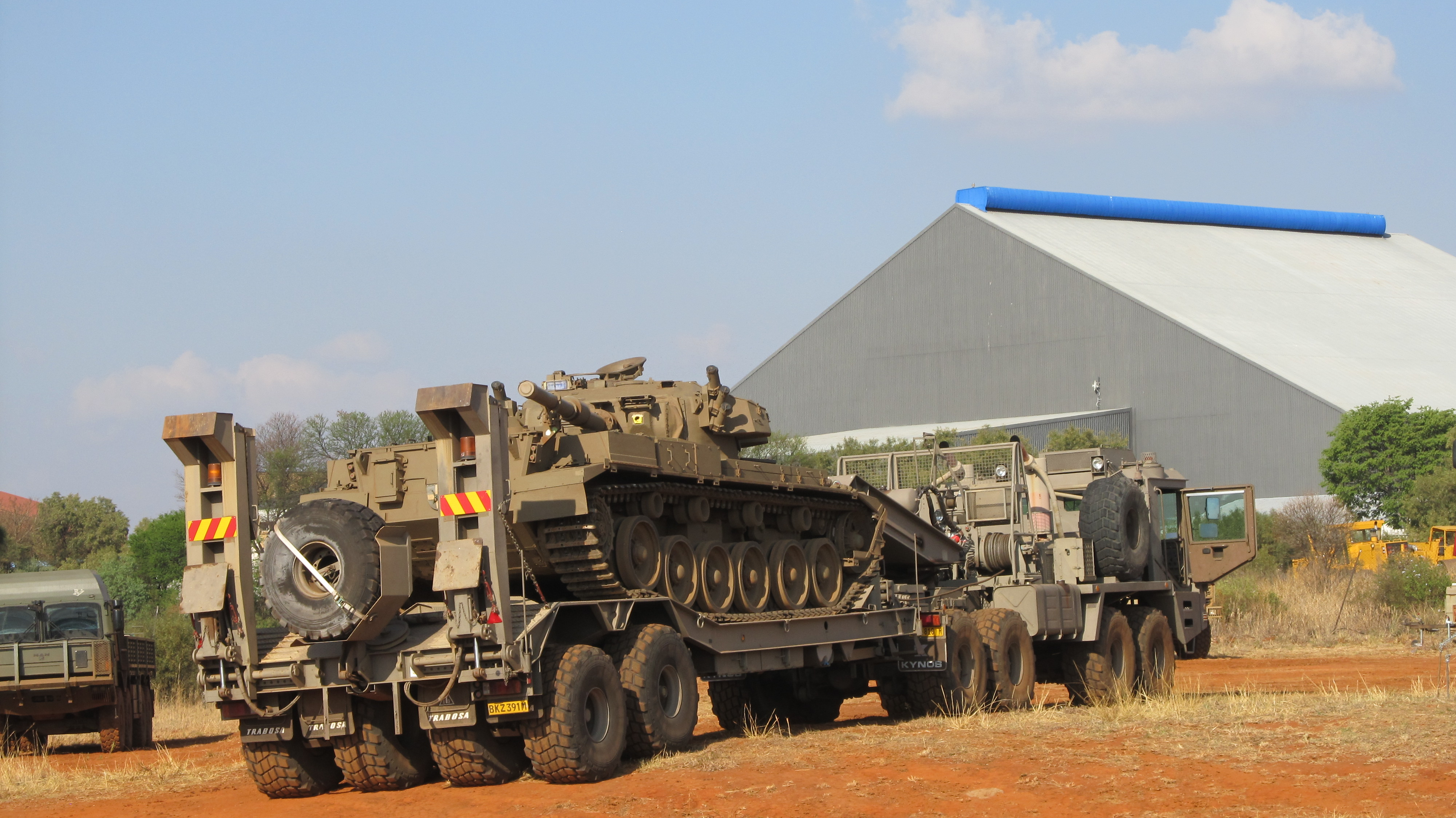
Olifant Mk1A
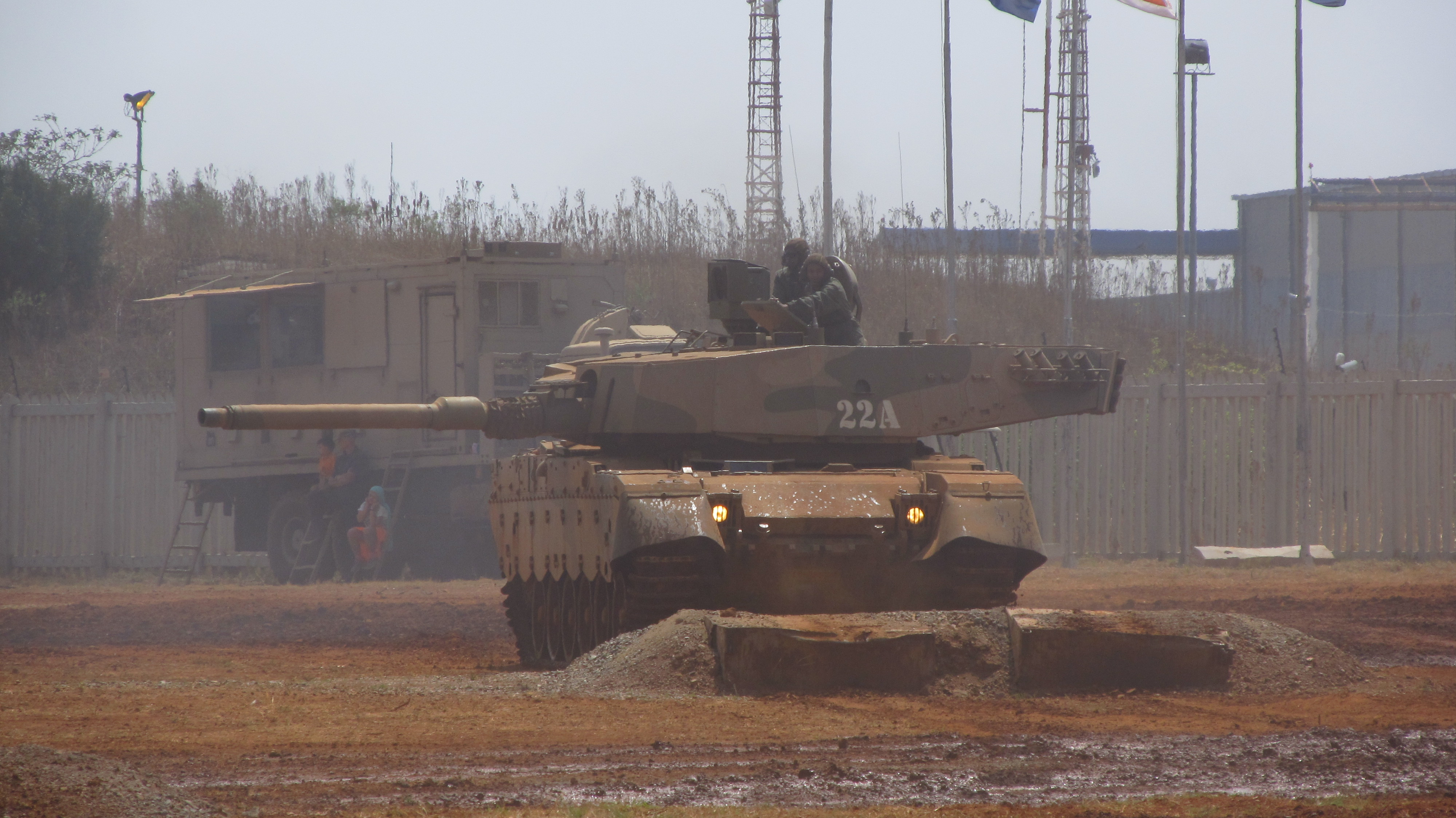
Olifant Mk2
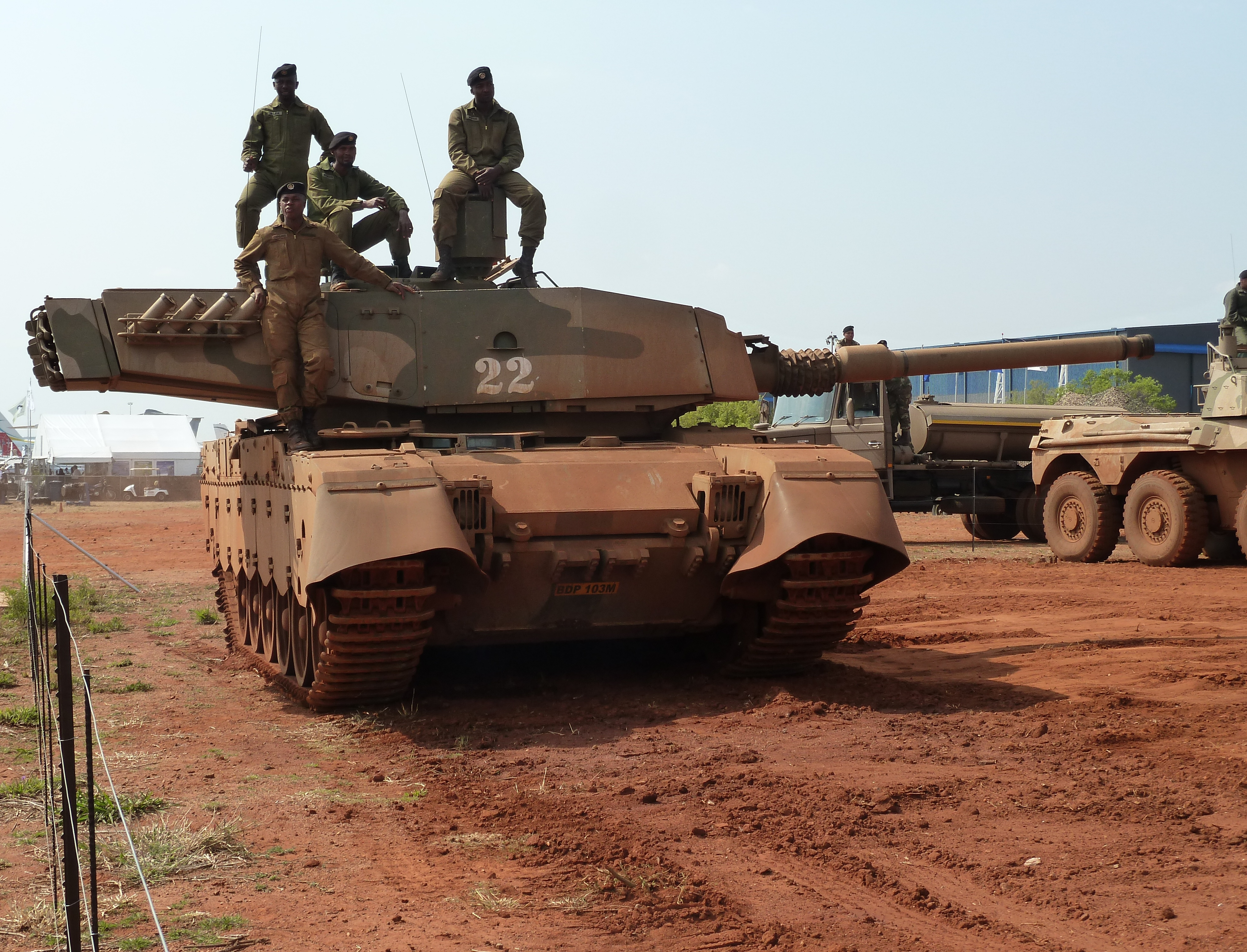
Olifant Mk2
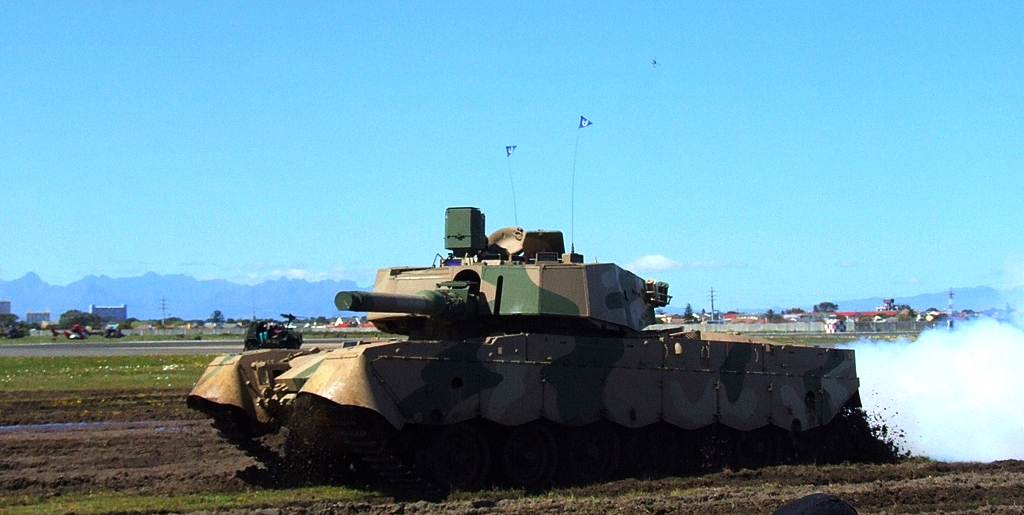
Olifant Mk2
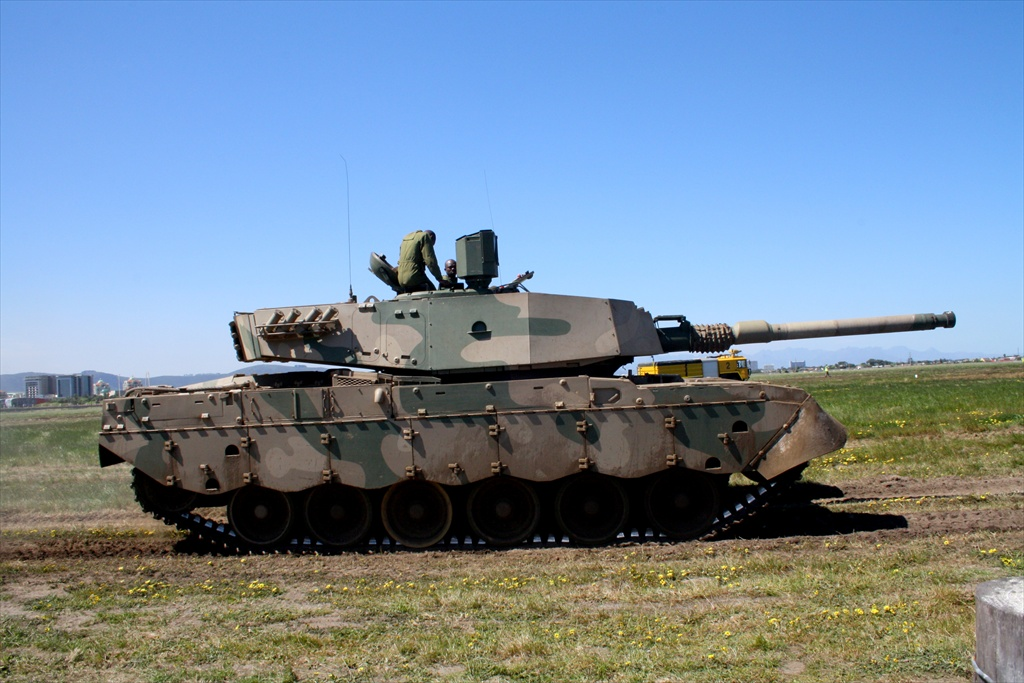
Olifant Mk2
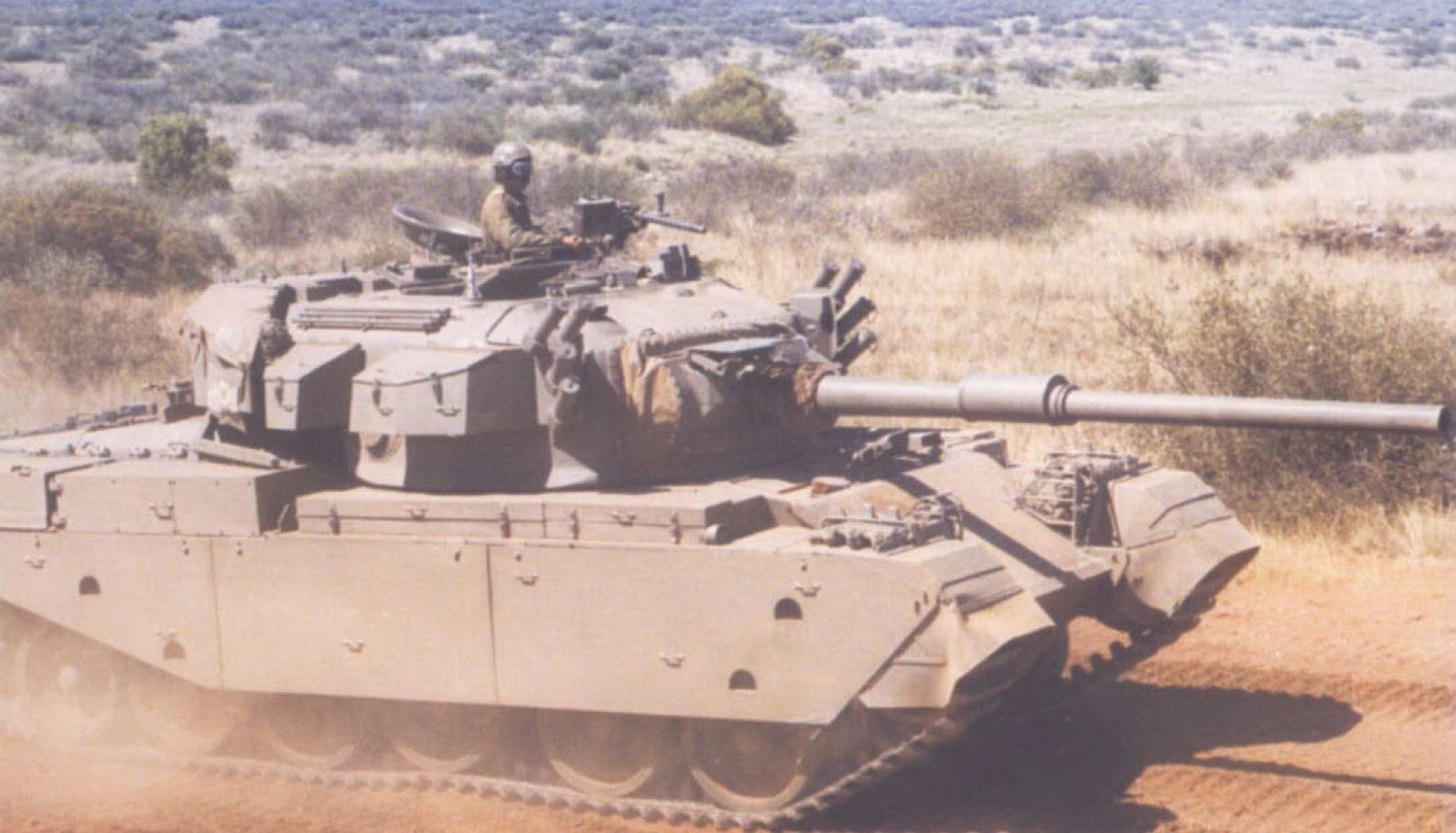
Olifant Mk1A
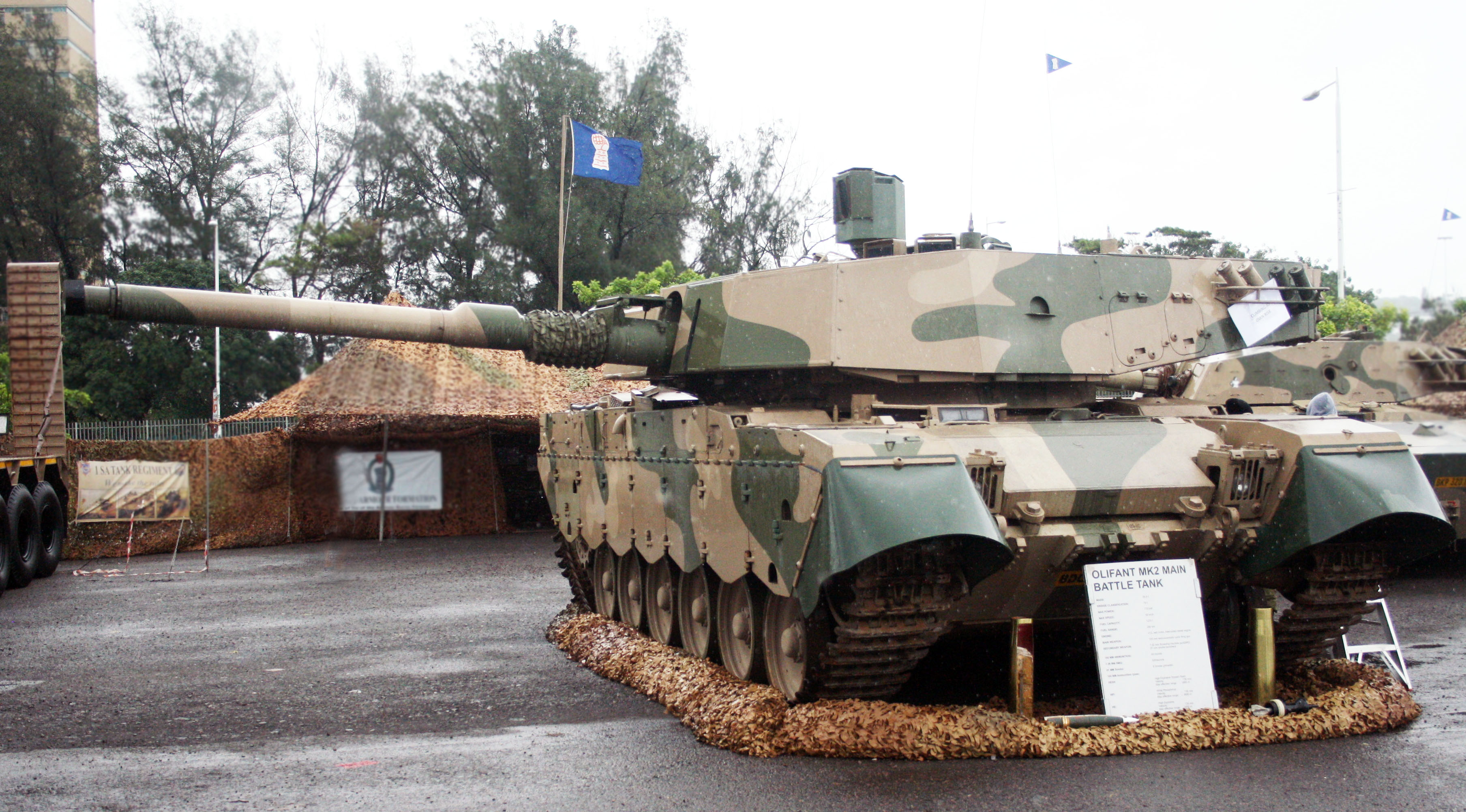
Olifant Mk2

## Variantes
L’Olifant ARV Mk 1A est un char de dépannage permettant de remorquer et assurer la maintenance des chars Olifant. Il est ainsi doté d’une grue pouvant soulever le moteur d’un Olifant et d’une lame permettant de dégager des obstacles. En principe un ARV est intégré à chaque escadron d’Olifant, bien qu’en Angola il y en avait deux en raison des conditions difficiles pour la mécanique. L’équipage compte quatre hommes, qui sont également mécaniciens, si possible avec des spécialités complémentaires permettant de couvrir tous les aspects de la maintenance.

### Données techniques
| Munitions de 105mm      | Vélocité  | Pénétration (BHL) à zéro degré |
| ----------------------- | --------- | ------------------------------ |
| L52A3 APDS              | 1,326 m/s | 300 mm                         |
| M456 HEAT               | 1,000 m/s | 420 mm                         |
| M156 HESH               | 731 m/s   | 310 mm                         |
| M111A1 APFSDS-T         | 1,455 m/s | 390 mm                         |
| M429A2 / M2A1 APFSDS-T  | 1,450 m/s | 420 mm                         |
| M426A3 APFSDS-T         | 1,450 m/s | 450 mm                         |
| M9210 HE                | 700 m/s   | 30 mm                          |
| M416 WP (Obus fumigène) | 700 m/s   | N/A                            |

| Munitions de 105mm      | Vélocité  | Pénétration (BHL) à zéro degré |
| ----------------------- | --------- | ------------------------------ |
| M456 HEAT               | 1,000 m/s | 420 mm                         |
| M111A1 APFSDS-T         | 1,455 m/s | 390 mm                         |
| M426A3 APFSDS-T         | 1,450 m/s | 450 mm                         |
| M9210 HE                | 700 m/s   | 30 mm                          |
| M416 WP (Obus fumigène) | 700 m/s   | N/A                            |